# Porto Alegre do Norte
Porto Alegre do Norte is een gemeente in de Braziliaanse deelstaat Mato Grosso. De gemeente telt 10.109 inwoners (schatting 2009).